# Фискар, Эл
А́ллан Ви́льхо «Эл» Фи́скар (англ. Allan Wilho "Al" Fiskar; 4 апреля 1928, Порт-Артур, Онтарио — 16 декабря 2013, Тандер-Бей, Онтарио) — канадский кёрлингист и тренер по кёрлингу.
В составе мужской сборной Канады чемпион мира (1982).

## Достижения
- Чемпионат мира по кёрлингу среди мужчин: золото (1982).

## Команды
| Сезон   | Четвёртый | Третий   | Второй    | Первый       | Запасной                    | Турниры |
| ------- | --------- | -------- | --------- | ------------ | --------------------------- | ------- |
| 1981—82 | Эл Хакнер | Рик Лэнг | Боб Никол | Брюс Кеннеди | Эл Фискар тренер: Эл Фискар | ЧМ 1982 |

(скипы выделены полужирным шрифтом)

## Результаты как тренера национальных сборных
| Год  | Турнир                                       | Сборная          | Место |
| ---- | -------------------------------------------- | ---------------- | ----- |
| 1982 | Чемпионат мира по кёрлингу среди мужчин 1982 | Канада (мужчины) | 1     |

## Частная жизнь
Был женат. Его сын Аллан «Эл» Фискар младший (англ. Allan "Al" Fiskar, Jr.) — тоже кёрлингист, играл на чемпионате Канады 1976 в команде провинции Северное Онтарио (скип Рик Лэнг).
Работал инженером-электриком.